# Tlatilco
Tlatilco fue una civilización del valle de México, una de las primeras en asentarse en la Cuenca de México, en las orillas del lago de Texcoco al noroeste de la actual Ciudad de México. Su ubicación histórica se encuentra en el Período Preclásico Medio, entre 2500 a. C. y 500 a. C. 
Por los restos encontrados, se sabe que los habitantes de Tlatilco conocían y dominaban la alfarería (de fuerte influencia Olmeca) y la cerámica. Además, practicaban la deformación craneana y la mutilización dentaria.
Según las más recientes investigaciones[cita requerida], los tlatilcas nunca desarrollaron el vestido ni algún tipo de lenguaje escrito o de imágenes: de hecho solían andar desnudos o con el cuerpo pintado de color rojo. Eran inicialmente cazadores y su tipo de agricultura -hasta antes de la llegada de los Olmecas- era bastante rudimentaria.

## Etimología
El nombre actual, proviene del náhuatl, y significa «oculto en la tierra». Dicho nombre fue asignado por los pueblos nahuatlacas, debido a que a su llegada al valle, la cultura de Tlatilco había desaparecido. Se cree que la ciudad estuvo dominada (o influida fuertemente) por los olmecas (la primera gran cultura de Mesoamérica). (Otro posible significado de la palabra Tlatilco, puede ser «lugar de tierra negra», de tlalli = tierra, tliltic = negro y co = lugar.)

## Orígenes
Los orígenes de Tlatilco se encuentran en el más temprano desarrollo de El Arbolillo y Zacatenco del Valle de México, recogiendo las influencias olmecas provenientes de las tierras bajas. Estas influencias son patentes en las representaciones de felinos, en los rasgos de muchas de las figurillas y en la mayoría de las cerámicas. Hacia el siglo VI y s. V a. C., Tlatilco llegó a su fin como civilización.

## Economía
Tlatilco fue una de las primeras sociedades de agricultores de Mesoamérica. La base de la economía era el cultivo del maíz, aunque posiblemente cultivaban también calabazas y frijoles. Las semillas eran sembradas con la ayuda de un palo aguzado, en campos que eran despejados mediante tala y roza. La dieta vegetal era complementada con la caza de aves y animales que habitaban el lago, tales como peces, patos, tortugas, armadillos, osos y sapos. También recolectaban frutos silvestres, raíces y tubérculos y tules, los que eran usados para alimentación y cestería. La presencia de materias primas de zonas alejadas y objetos foráneos indican que existió un amplio intercambio interregional. 

## Arte

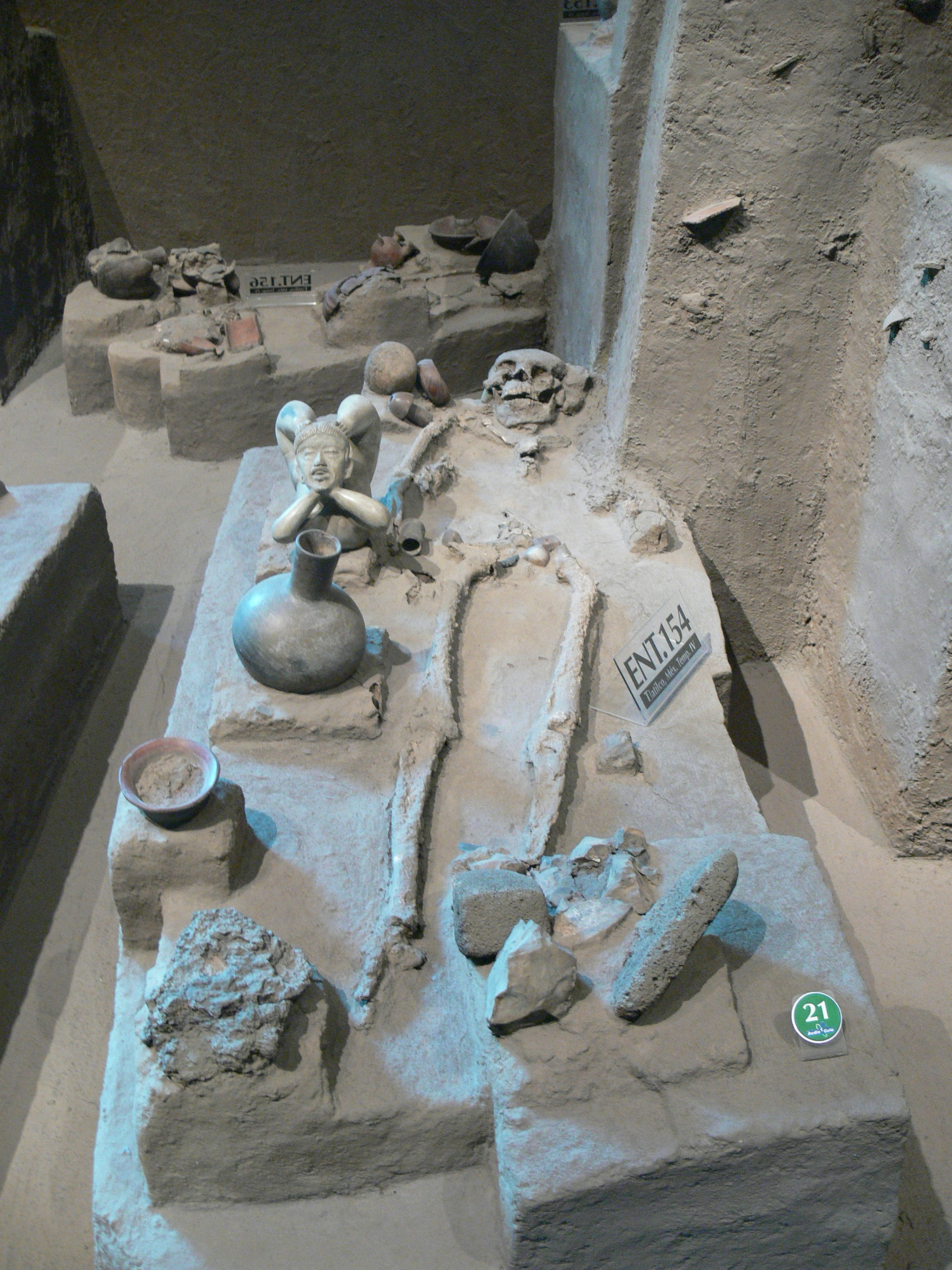
Reconstitución de la sepultura 154 del templo IV de Tlatilco (MNA, México).

Tlatilco destaca por sus figurillas humanas de cerámica. Hay dos clases: unas grandes, huecas y pintadas de rojo; otras pequeñas, sólidas y manufacturadas con increíble delicadeza y maestría. Estas últimas casi siempre representan a mujeres jóvenes desnudas, ataviadas con complejos tocados, breves faldellines o cubiertas con pintura corporal. También hay representaciones de personajes con dos cabezas, jorobados e individuos deformados o enmascarados. Se representan vestimentas, personajes y oficios, tales como jugadores de pelota y contorsionistas. Las vasijas de cerámica exhiben una decoración plástica y un limitado empleo del color. Las formas más comunes de estas vasijas, que muestran claras influencias externas, son escudillas, jarrones sin cuello, botellas de cuello largo, jarrones con tres patas y botellas con asa en forma de estribo. Además, hay vasijas modeladas con formas de animales y vegetales del entorno, como patos, peces y calabazas. 
Era una sociedad diferenciada, en la que existía una elite emergente que no se dedicaba directamente a producir alimentos, sino que detentaba el poder y el prestigio sobre la base de una desigual distribución de los bienes. Las tumbas de esta élite muestran ofrendas que incluyen bienes traídos desde el territorio Olmeca, lo que demuestra que esta élite controlaba el intercambio y las relaciones a larga distancia.

## Culto y Ritos Funerarios

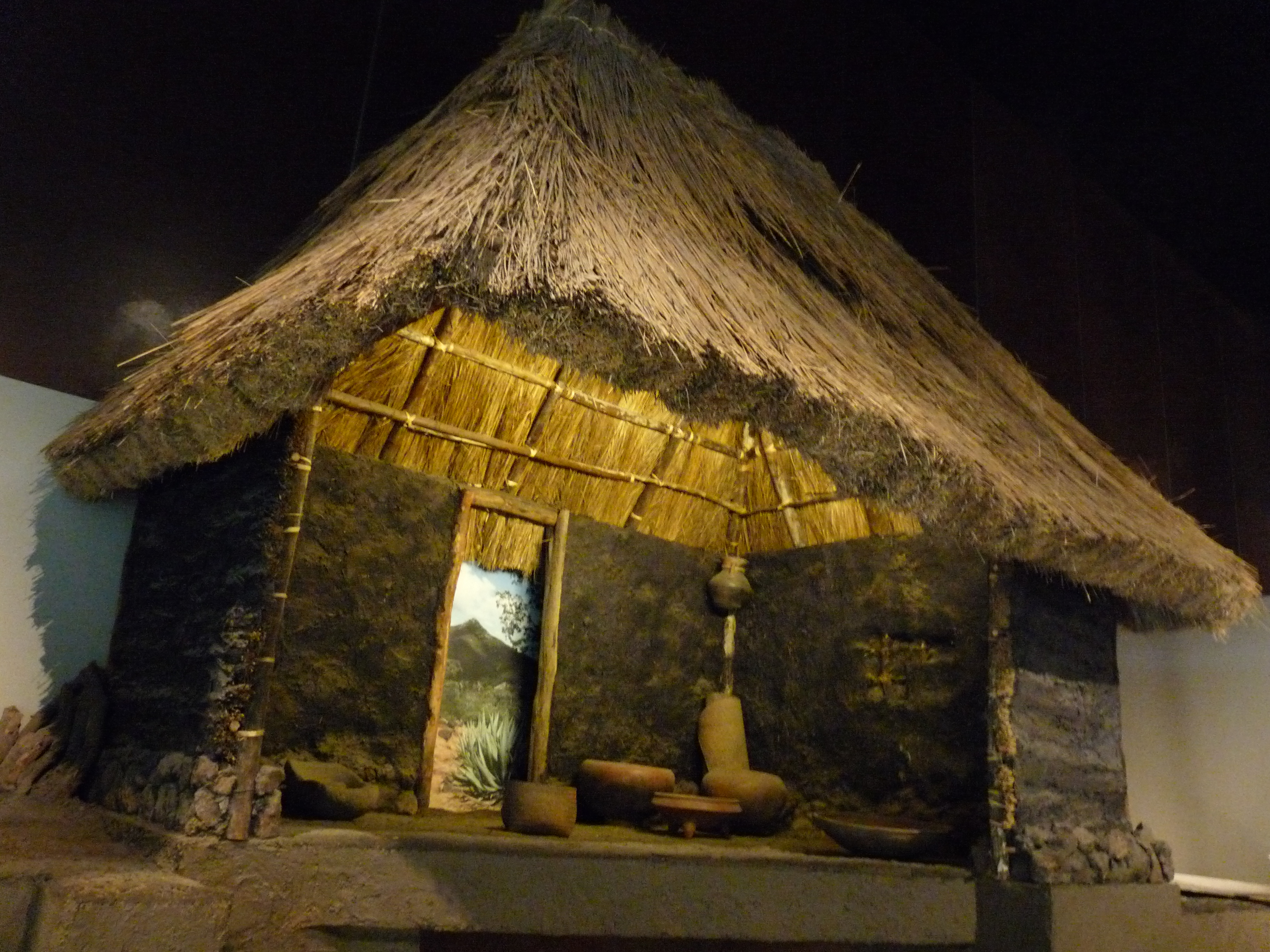
Reconstitución de una habitación preclásica de Tlatilco (MNA, México).

Las sepulturas se localizaban de manera más o menos dispersa, no constituyendo cementerios como tal. Eran hechas directamente en la tierra y los individuos eran dispuestos extendidos, acompañados de algunas ofrendas que les servirían en la otra vida, entre las que destacan las figurillas de cerámica. La iconografía de los objetos que acompañaban estas tumbas refleja un culto a la fertilidad, particularmente en el caso de las figurillas, que con sus anchas caderas, senos y sexo destacado, se relacionan con ritos de fertilidad asociados a los ciclos agrícolas de estos primeros aldeanos.

## Patrón de asentamiento
Además de ser una de las primeras sociedades en experimentar con la agricultura en Mesoamérica, los tlatilcas desarrollaron también uno de los primeros modos de vida aldeano. Sus poblados, aunque dispersos, abarcaban gran cantidad de hectáreas, principalmente asociados a los ríos y lagos. No se han encontrado vestigios de sus viviendas, pero se piensa que habrían sido hechas con materiales livianos y perecederos.